# Jovan Pačić

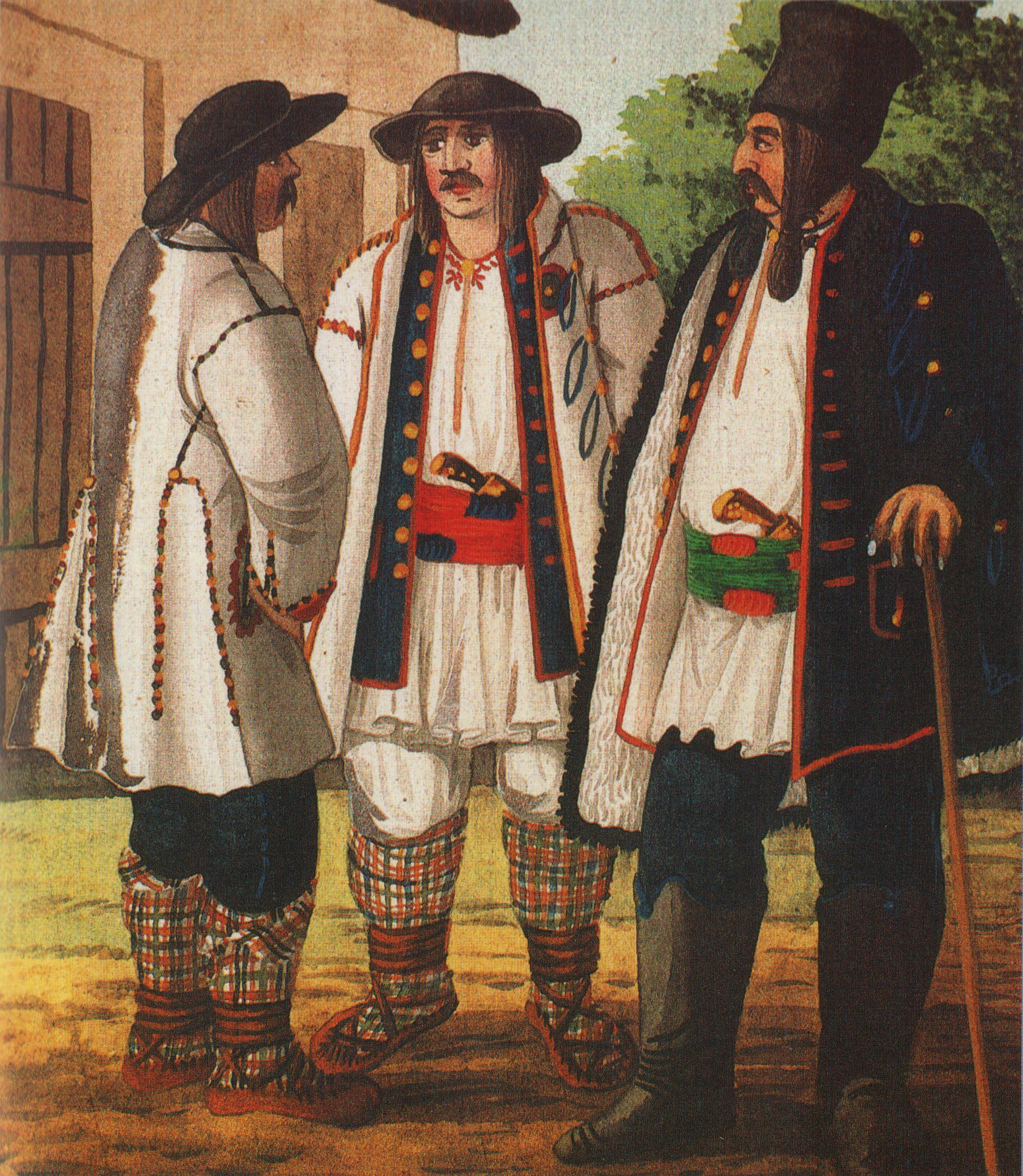
Bácskai szerb öltözékek a 19. századból

Jovan Pačić (szerbül: Јован Пачић; Baja, 1771. november 6., Baja — Buda, 1849. december 4.) magyarországi szerb festő és költő.

## Életrajza
Az általános iskolát szülővárosában végezte el, majd gimnáziumba ment talán Kalocsára és Budára. 1792-ben vagy 1793-ban belépett a hadseregbe, a lovassághoz került és harcolt a franciák ellen. Wagram mellett egy kard átvágta a száját, és egy évre rá visszavonult, mert Oroszországban megfagytak a lábai, de az is szerepet játszott, hogy félreértései voltak a feletteseivel. Mint nyugdíjas lovaskapitány (Rittmeister), Újvidékre költözött, majd nem sokkal később Győrben telepedett le, végül Budán (1838) élt. Az Aranyszarvas vendéglőnél halt meg 1849-ben.

## Írói munkássága
Hazafias versek szerzője, melyek főleg újságokban jelentek meg. Elsőként kezdett Goethe műveinek szerb nyelvre fordításával foglalkozni.

## Festészete
Jovan Pačić festészettel foglalkozott főleg. Tájképeket festett akvarellre, amelyeket a kortársak dicsértek, de a Bácskában élő emberekről is készített képeket. Ma ezeket a festményeket Budapesten őrzik.